# Worldline (companie)
Worldline (Euronext: WLN) este o companie specializată în servicii de plată și unul dintre cei mai mari jucători de pe piața terminalelor de plată.
Grupul este activ în Europa de Vest, SUA, America Latină, China, Japonia, Australia și Africa.
Compania a fost fondată în 1974 în Franța.
În februarie 2020, compania a achiziționat Ingenico, care a avut loc pe 28 octombrie 2020.